# Płyta trawnikowa
Płyta trawnikowa – produkt wykonany z tworzyw sztucznych przyjaznych dla środowiska naturalnego. Stosowany jest w miejscach, gdzie trawniki podlegają silnej erozji. Zadaniem płyt trawnikowych jest wzmocnienie i ochrona obszarów trawiastych. Stanowią doskonałą alternatywę dla asfaltu czy kostki betonowej. Zwykle budowa komórek płyty trawnikowej ma kształt heksagonalny (typu plaster miodu), co gwarantuje wysoką wytrzymałość i odporność na zniszczenia.